# Oenothera subterminalis
Oenothera subterminalis är en dunörtsväxtart som beskrevs av Gates. Oenothera subterminalis ingår i släktet nattljussläktet, och familjen dunörtsväxter. Inga underarter finns listade i Catalogue of Life.